# Phoenix Suns 2014-2015
La stagione 2014-15 dei Phoenix Suns fu la 47ª nella NBA per la franchigia.
I Phoenix Suns arrivarono terzi nella Pacific Division della Western Conference con un record di 39-43, non qualificandosi per i play-off.

## Roster
| N° | Naz.                   | Ruolo | Sportivo         | Anno | Alt. | Peso |
| -- | ---------------------- | ----- | ---------------- | ---- | ---- | ---- |
| 1  | Slovenia (bandiera)    | G     | Goran Dragić     | 1986 | 193  | 82   |
| 1  | Stati Uniti (bandiera) | G     | A.J. Price       | 1986 | 188  | 82   |
| 2  | Stati Uniti (bandiera) | G     | Eric Bledsoe     | 1989 | 185  | 86   |
| 3  | Stati Uniti (bandiera) | G     | Brandon Knight   | 1991 | 191  | 86   |
| 3  | Stati Uniti (bandiera) | G     | Isaiah Thomas    | 1989 | 175  | 84   |
| 4  | Canada (bandiera)      | G     | Tyler Ennis      | 1994 | 188  | 82   |
| 8  | Stati Uniti (bandiera) | G     | Jerel McNeal     | 1987 | 191  | 91   |
| 10 | Stati Uniti (bandiera) | G     | Seth Curry       | 1990 | 188  | 84   |
| 10 | Slovenia (bandiera)    | G     | Zoran Dragić     | 1989 | 196  | 91   |
| 11 | Stati Uniti (bandiera) | A     | Markieff Morris  | 1989 | 208  | 111  |
| 12 | Stati Uniti (bandiera) | A     | T.J. Warren      | 1993 | 203  | 98   |
| 14 | Stati Uniti (bandiera) | G     | Gerald Green     | 1986 | 203  | 91   |
| 15 | Stati Uniti (bandiera) | A     | Marcus Morris    | 1989 | 206  | 107  |
| 17 | Stati Uniti (bandiera) | G     | P.J. Tucker      | 1985 | 196  | 102  |
| 20 | Stati Uniti (bandiera) | G     | Archie Goodwin   | 1994 | 196  | 90   |
| 21 | Ucraina (bandiera)     | C     | Alex Len'        | 1993 | 216  | 116  |
| 22 | Stati Uniti (bandiera) | C     | Miles Plumlee    | 1988 | 208  | 111  |
| 23 | Stati Uniti (bandiera) | G     | Marcus Thornton  | 1987 | 193  | 93   |
| 25 | Stati Uniti (bandiera) | A     | Reggie Bullock   | 1991 | 201  | 93   |
| 30 | Stati Uniti (bandiera) | C     | Earl Barron      | 1981 | 213  | 111  |
| 32 | Stati Uniti (bandiera) | AC    | Brandan Wright   | 1987 | 206  | 93   |
| 40 | Stati Uniti (bandiera) | A     | Anthony Tolliver | 1985 | 203  | 109  |
| 43 | Stati Uniti (bandiera) | A     | Shavlik Randolph | 1983 | 208  | 109  |

## Staff tecnico
- Allenatore: Jeff Hornacek
- Vice-allenatori: Jerry Sichting, Mike Longabardi, Kenny Gattison, Mark West
- Preparatore atletico: Aaron Nelson